# Nymphidium
Nymphidium es un género de mariposas de la familia Riodinidae.

## Descripción
La larva es verde, a veces con rayas amarillas y con forma jorobada. Tienen relación simbiótica con hormigas.
La especie tipo es Papilio caricae Linnaeus, 1758, Nymphidium caricae según designación posterior realizada por Crotch en 1872.

## Diversidad
Existen 33 especies reconocidas en el género, todas ellas tienen distribución neotropical.
- N. acherois
- N. ariari
- N. ascolia
- N. aurum
- N. azanoides
- N. baeotia
- N. balbinus
- N. cachrus
- N. caricae
- N. carmentis
- N. chimborazium
- N. chione
- N. derufata
- N. fulminans
- N. guyanensis
- N. haematostictum
- N. hesperinum
- N. latibrunis
- N. lenocinium
- N. leucosia
- N. lisimon
- N. manicorensis
- N. mantus
- N. menalcus
- N. ninias
- N. nivea
- N. olinda
- N. omois
- N. onaeum
- N. plinthobaphis
- N. strati
- N. trinidadi
- N. undimargo

## Plantas hospederas
Las especies del género Nymphidium se alimentan de plantas de las familias Fabaceae, Lecythidaceae, Adiantaceae, Convolvulaceae, Sapindaceae. Las plantas hospederas reportadas incluyen los géneros Cassia, Gustavia, Doryopteris, Inga, Maripa, Serjania, Senna.